# Stipan Đurić
Stipan Đurić (u mađarskim izvorima: Gyurity István) (27. veljače 1970.) je mađarski filmski i kazališni glumac, zastupnik hrvatske manjine u Mađarskoj i pjevač tradicionalnih starogradskih pjesama (Veselje ti navješćujem, Starogradski splet...).
Glumac je Hrvatskog kazališta u Pečuhu, a glumio je i u HNK u Osijeku, vinkovačkom kazalištu Joza Ivakićte u Operetnom kazalištu u Budimpešti, gdje Đurić živi.
Kao pjevač je nastupao na HTV-u sa Žigom i Bandistima (glazbeni festival Pjesme Podravine i Podravlja u Pitomači 2009.).

## Filmografija
Stipan Đurić se pojavljuje i radom na filmu. 
Naratorom je mađarskog dokumentarnog filma Vajdasági vérfürdő - 1944 iz 2004. godine.
Glumio je i u filmovima i televizijskim serijama.
Filmovi:
- Szamba (1996.)
- Sacra Corona (2001.)
- Fekete kefe (2005.)

Televizijske serije:
- Kisváros (2000.)
- Tea (2003.)
- Szeress most! (2005.)
- Odmori se, zaslužio si (2013.) - pojavljuje se u jednoj epizodi

## Vanjske poveznice
- Facebook István Gyurity Stipan Đurić